# Oecleus obrieni
Oecleus obrieni är en insektsart som beskrevs av O'brien 1982. Oecleus obrieni ingår i släktet Oecleus och familjen kilstritar. Inga underarter finns listade i Catalogue of Life.